# Потапов, Александр Ефремович
Александр Ефремович Потапов (1913—1941) —лейтенант, один из руководителей Обороны Брестской крепости в годы Великой Отечественной войны. Награждён орденом Отечественной войны I степени (посмертно, 1965).

## Биография
Родился в 1913 году в семье крестьянина в Смоленской губернии. Хозяйство считалось середняцким. Родители продолжали проживать и работать в колхозе той же деревни вплоть до начала Великой Отечественной войны. Помимо Александра в семье было три сестры и брат, из них 2 сестры и брат к 1938 году работали на ткацкой фабрике им. Молотова в городе Ярцево Смоленской области.
В 1931 году закончил семилетнюю школу по месту рождения и по окончании учёбы уехал работать на Тучковский кирпично-плиточный завод (станция Тучково Рузского района Московской области). С июня 1931 года по 1932 год работал на заводе библиотекарем, с 1932 года по ноябрь 1933 года — культработником при завкоме этого же завода и с ноября 1933 года по 30 сентября 1935 — секретарем комсомольской организации. В комсомол вступил в 1932 году на кирпичном заводе (билет № 453446).
К 1938 году был женат. Жена — Гончарова Мария Ивановна — работала на Тучковском кирпично-плиточном заводе в качестве бракеровщицы. Родители жены до революции проживали в Смоленской области, Сухиничском районе, той же деревни, занимались сельским хозяйством, с 1928 года работали на Тучковском кирпично-плиточном заводе.

### В Красной Армии
В 1935 году был призван на службу в Красную армию во 2-й отдельный местный стрелковый батальон при 36-м складе МВО города Лосиноостровск. С 13 ноября 1935 года командование батальона направило его на учёбу в полковую школу в город Рыльск Курской области. Полковую школу окончил с отличием в 1936 году с присвоением звания младшего комвзвода. После окончания полковой школы вернулся на службу во 2-й отдельный местный стрелковый батальон города Лосиноостровск, где был назначен на должность командира взвода. В ноябре 1937 года был направлен на курсы младших лейтенантов.

### Оборона Брестской крепости
Незадолго до начала войны был направлен в распоряжение командира 333-го стрелкового полка 6-й стрелковой дивизии и в последних числах мая 1941 года назначен старшим адъютантом (начальником штаба) одного из батальонов этого полка. С октября 1939 года, после завершения похода советских войск в Польшу, части 6-й стрелковой дивизии разместились в районе города Брест-Литовска и прилегающих к нему районах севернее реки Мухавец, приняв несение гарнизонной службы в Бресте и охрану государственной границы по реке Западный Буг в районе Бреста. Казармы 333-го стрелкового полка размещались непосредственно в цитадели Брестской крепости.
В ночь на 22 июня 1941 года был дежурным по 333-му стрелковому полку. С первыми разрывами вражеских снарядов и бомб поднял полк по тревоге. Командиру взвода полковой школы лейтенанту А. Ф. Наганову приказал занять оборону на участке Тереспольских ворот. Понимая, что командиру и комиссару полка не удастся прорваться в осажденную крепость, возглавил оборону на участке. Действуя смело и решительно, лейтенант А. Е. Потапов и помощник начальника штаба 333-го стрелкового полка лейтенант А. С. Санин организовали бойцов, благодаря чему враг, ворвавшийся в цитадель, был встречен организованным огнем и понес большие потери. Рядом стояло здание, где размещалась 9-я пограничная застава. Здесь сражались бойцы под командованием начальника заставы лейтенанта А. М. Кижеватова. 23 июня, когда от их здания остались одни руины, Кижеватов со своими бойцами перешёл в подвалы казармы 333-го полка и продолжал вместе с Потаповым руководить обороной. Примерно 25 июня в казармы 333-го полка также перебежала группа бойцов 132-го батальона конвойных войск НКВД, до этого времени оборонявшаяся в расположении своей части. Солдаты этой группы несли при себе Боевое знамя своего батальона, которое позднее при попытке прорыва было ими спрятано в воздушной трубе второго этажа, напротив штаба 132-го батальона.
Среди бойцов, входящих в группу Потапова, особо выделялся смелостью и отвагой юный воспитанник музыкантского взвода полка Петя Клыпа.
В течение недели под командованием Потапова, Санина и Кижеватова защитники казармы 333-го стрелкового полка отбивали многочисленные вражеские атаки. Женщин и детей, укрывавшихся в подвалах казармы вместе с бойцами, на 3-й или 4-й день войны пришлось отправить в плен. В последние дни обороны лейтенант Санин тяжело заболел и лежал в полубреду, не вставая (попал в плен, по его собственным воспоминаниям, 27 июня, а по немецкой карте военнопленного — ещё 24 июня).
29 июня, когда боеприпасы почти закончились, было принято решение предпринять последнюю отчаянную попытку прорыва. Прорываться предполагалось не на север, где противник ожидал атак и держал наготове крупные силы, а на юг, в сторону Западного острова, с тем, чтобы потом повернуть к востоку, переплыть рукав Буга и мимо госпиталя на Южном острове пробраться в окрестности Бреста. Этот прорыв окончился неудачей — большинство его участников погибло или было захвачено в плен. Возглавлявший группу прорыва А. Е. Потапов погиб в этом бою. Лейтенант А. М. Кижеватов, прикрывая прорыв, остался в цитадели и также погиб в бою.
В своей книге «Брестская крепость» писатель С. С. Смирнов, ссылаясь на воспоминания ряда участников обороны Брестской крепости, в том числе Петра Клыпы, указывал, что А. Е. Потапов, возможно, не погиб при прорыве, а был взят в плен и находился какое-то время в лагере военнопленных в Бяла Подляске. Указывалось даже, что Потапов был одним из организаторов массового побега военнопленных из этого лагеря в сентябре 1941 года. Однако данные сведения остаются в основе своей неточными и неподтвержденными.

## Награды и память
Указом Президиума Верховного Совета СССР от 6 мая 1965 года посмертно награждён орденом Отечественной войны I степени.
О подвиге лейтенанта А. Е. Потапова детально рассказал писатель Сергей Смирнов в главе «Последние» книги «Брестская крепость» (1957).
Бюст А. Е. Потапова установлен на Аллее Славы города Тучково Рузского района Московской области, где он жил и работал до призыва в Красную Армию. В 1968 году именем Героя названа одна из улиц Тучково.